# هالفيكس (ماساتشوستس)
هالفيكس (بالإنجليزية: Halifax, Massachusetts)‏ هي بلدة أمريكية تقع في الولايات المتحدة في Plymouth County. يقدر عدد سكانها بـ 7,518 نسمة ومساحتها 44.9 كم2 ووترتفع عن سطح البحر 27 متر.